# La Loberuela
La Loberuela es una aldea de Camporrobles, comarca de Utiel-Requena (provincia de Valencia). Está situada al noreste de la capital municipal, casi en el límite con el término de Aliaguilla. Su población censada en 2023 era de 13 habitantes (INE).

## Geografía física
El lugar ocupa una estrecha loma entre dos cañadas en donde hay algunos pozos someros que dan incluso para regar algunos huertos. En la vertiente que mira al suroeste, siguiendo la solana, quedan restos de viviendas trogloditas que estuvieron habitadas hasta comienzos del siglo XX. El núcleo está formado por una treintena de casas se hallan desperdigadas sin formar apenas calles, alrededor de la vieja ermita de San José, que en verano cumple funciones de bar y local social. El Camino de Santiago atraviesa la aldea.[cita requerida]

## Historia
A finales del siglo XVIII había en este lugar veinte casas, las mismas que en 1857, cuando se le suponían 60 habitantes. En 1920 tenía 136 habitantes y en 1950 llegaba a los 172, lo cual motivó la construcción de una escuela para niños, que no pudo evitar la emigración de las familias en las siguientes décadas.

## Demografía
|           | 2000 | 2001 | 2002 | 2003 | 2004 | 2005 | 2006 | 2007 | 2008 | 2009 | 2013 | 2018 | 2023 |
| Población | 6    | 7    | 5    | 5    | 5    | 7    | 8    | 15   | 13   | 14   | 12   | 9    | 13   |